# Eudinostigma alox
Eudinostigma alox är en stekelart som beskrevs av Van Achterberg 1988. Eudinostigma alox ingår i släktet Eudinostigma och familjen bracksteklar. Inga underarter finns listade i Catalogue of Life.